# 串間市木デジタルテレビ中継局
串間市木デジタルテレビ中継局（くしまいちきデジタルテレビちゅうけいきょく）は、宮崎県串間市にあるデジタルテレビ中継局である。

## 概要
串間市市木地区を主な放送区域としている。

## 放送設備

### 所在地
- 宮崎県串間市大納（高畑山）

### 地上デジタルテレビ放送
| ID | 放送局名      | 放送局名      | 物理チャンネル | 空中線電力 | ERP  | 放送対象地域 | 放送区域内世帯数 |
| -- | ------------- | ------------- | -------------- | ---------- | ---- | ------------ | ---------------- |
| 1  | NHK宮崎       | 総合          | 20ch           | 300mW      | 1.4W | 宮崎県       | 479世帯          |
| 2  | NHK宮崎       | Eテレ         | 18ch           | 300mW      | 1.4W | 全国         | 479世帯          |
| 3  | UMKテレビ宮崎 | UMKテレビ宮崎 | 24ch           | 300mW      | 1.4W | 宮崎県       | 479世帯          |
| 6  | MRT宮崎放送   | MRT宮崎放送   | 26ch           | 300mW      | 1.4W | 宮崎県       | 479世帯          |

#### 補足
- 2009年7月2日予備免許交付、同8月6日試験放送開始、同9月1日本放送開始[2]。
- 実効輻射電力（ERP）：NHK総合・NHK Eテレ、UMKテレビ宮崎、MRT宮崎放送いずれも1.4Wである[3][4][5][6]。